# Пожарна Балка
Пожа́рна Ба́лка — село в Україні, у Щербанівській сільській громаді Полтавського району Полтавської області. Населення становить 77 осіб.

## Географія
Село Пожежна Балка знаходиться за 1,5 км від правого берега річки Ворскла, на відстані 0,5 км від села Буланове та за 1 км від села Сапожине.

## Історія
12 червня 2020 року, відповідно до розпорядження Кабінету Міністрів України № 721-р «Про визначення адміністративних центрів та затвердження територій територіальних громад Полтавської області», село увійшло до складу Щербанівської сільської громади.
19 липня 2020 року, в результаті адміністративно - територіальної реформи та ліквідації Полтавського району(1925-2020), село увійшло до складу новоутвореного Полтавського району.
22 червня 2023 року рішенням Національної комісії зі стандартів державної мови віднесено до списку населених пунктів, які «можуть не відповідати лексичним нормам української мови», зокрема стосуватися «російської імперської чи колоніальної політики». Громаді рекомендовано запропонувати нову назву в установленому законодавством порядку.